# 20 de Noviembre, Chicomuselo
20 de Noviembre är en ort i Mexiko.   Den ligger i kommunen Chicomuselo och delstaten Chiapas, i den sydöstra delen av landet, 800 km sydost om huvudstaden Mexico City. 20 de Noviembre ligger 634 meter över havet och antalet invånare är 524.
Terrängen runt 20 de Noviembre är kuperad åt nordost, men åt sydväst är den bergig. Runt 20 de Noviembre är det ganska glesbefolkat, med 42 invånare per kvadratkilometer. Närmaste större samhälle är Chicomuselo, 10,2 km öster om 20 de Noviembre. I omgivningarna runt 20 de Noviembre växer huvudsakligen savannskog.